# Christian Rossi
Christian Rossi   (Saint-Denis, 31 de desembre de 1954) és un dibuixant de còmics francès. La seva immensa varietat d'estils i tècniques i la riquesa de la seva obra fa que sigui considerat un mestre pels defensors del còmic realista.

## Biografia
A principis dels anys vuitanta va fer la seva entrada a la professió després d'estudiar expressió visual a l'École Estienne de París. Va començar en revistes i diaris com Pilote, Pif, Le Nouvel Observateur, Le Point, L'Écho des savanes i France-Soir. Influenciat per figures com Jijé i Jean Giraud, la seva primera sèrie destacada fou el western Le Chariot de Thespis, amb guió de Piliphe Bonifay, on hi relata les aventures del carro d'una companyia teatral que travessa l’oest. Tot seguit, amb guió de Serge Le Tendre, il·lustrà Les errances de Julius Antoine, un thriller amb regust hitchcockià. La col·laboració establida entre els dos autors continuaria amb dues histories ambientades a l'antiga Grècia: La gloire d'Hera i Tirésias. Igualment per a edicions Casterman, inicià la sèrie western Jim Cutlass, i per a Delcort Le Cycle des deux horizons, a partir d'un guió de Pierre Makyo. Col·laborà amb Enrique Sanchez Abulí amb la creació d’una sèrie d'humor sobre pirates: Capitaine La Guibole.
L'any 2003, la seva carrera va donar un gir amb la sèrie W.E.S.T. (Dargaud), un western fantàstic amb guió de Fabien Nury i Xavier Dorison. Va ser tot un èxit i durant aquest període va crear a una heroïna: Paulette Comète, d'un estil homenatge a Will Eisner, amb qui, a més, havia col·laborat en un projecte cinematogràfic que l'artista nord-americà tenia al voltant del seu personatge The Spirit.
El 2013, va tornar al western per a l'one shot Deadline (Glénat). Després, a l'any 2015, de nou amb Dargaud, va dibuixar un volum de la sèrie XIII Mistery dedicat al personatge de Felicity Brown a partir d'un guió de Matz. Varen seguir Le coeur des Amazones (2018), amb guió de Géraldine Bindi i La Ballade du soldat Odawaa (2019) amb guió de Cédric Apikian.
Durant la seva trajectòria, Christian Rossi ha col·laborat amb els grans noms del còmic des de Giraud, Abulí o guionistes de renom com Matz, Nury o Dorison. Ell mateix va formar diversos dibuixants, entre els quals podem citar Matthieu Bonhomme i Emmanuel Lepage.

## Obra
- Frédéric Joubert, guió d'Henri Filippini. Glénat.

1. Un taxi en enfer, 1981
2. Rapt en 24 images/seconde, 1982
3. Tempête sur Haïti, 1983

- Le Chariot de Thespis, guió de Philippe Bonifay. Glénat / Yermo

1. Le Chariot de Thespis, 1982
2. L’Indien noir, 1984
3. Kathleen, 1986
4. La Petite Sirène, 1988

- Les errances de Julius Antoine, guió de Serge Le Tendre. Albin Michel

1. Léa, 1985
2. La Maison 1987
3. Le Sujet, 1989

- Edmond et Crustave, guió de Serge Le Tendre. Futuropolis 1987

- Le Cycle des deux horizons, guió de Makyo. Delcourt / Planeta DeAgostini

1. Jordan 1990
2. Selma 1991
3. Le Cœur du voyage 1993

- Jim Cutlass, guió de Jean Giraud. Casterman / Yermo

1. L’Homme de la Nouvelle Orléans, 1991
2. L’Alligator blanc, 1993
3. Tonnerre au sud 1995
4. Jusqu’au cou ! 1997
5. Colts, fantômes et zombies 1998
6. Nuit noire 1999

- La Gloire d'Héra, guió de Serge Le Tendre. Casterman / Planeta DeAgostini. 1996

- Capitaine La Guibole, guió d’Enrique Sanchez Abulí. Albin Michel / Norma. 2000

- Tirésias, guió de Serge Le Tendre. Casterman / Norma

1. L’Outrage, 2001
2. La Révélation, 2001

- W.E.S.T. guió de Xavier Dorison i Fabien Nury. Dargaud / Norma

1. La chûte de Babylone 200...
2. Century Club
3. El Santero
4. Le 46e état
5. Megan
6. Seth

- Paulette Comète, guió de Mathieu Sapin. Dargaud

1. Justicière à mi-temps, 2010
2. Reine des gangsters intérimaire, 2012

- Deadline, guió de Laurent-Frédéric Bollée. Glénat / Yermo. 2013
- XIII Mystery: Felicity Brown, guió de Matz. Dargaud / Norma. 2015
- Le Cœur des Amazones, guió de Géraldine Bindi, Casterman /Norma. 2018
- La Ballade du soldat Odawaa, guió de Cédric Apikian. Casterman / Norma. 2019